# Толчинский, Сергей Александрович
Сергей Александрович Толчинский (род. 3 февраля 1995, Москва) — российский хоккеист, нападающий магнитогорского «Металлурга», выступающего в КХЛ. Мастер спорта России.

## Карьера
Принимал участие в международном хоккейном турнире 2008 года в Квебеке с молодёжной командой московского ЦСКА. Толчинский выступал за московскую «Красную армию» в Молодёжной хоккейной лиге России, а затем решил продолжить свою юношескую карьеру в Северной Америке в «Су-Сент-Мари Грейхаундз» из Хоккейной лиги Онтарио.
22 августа 2013 года подписал трёхлетний контракт новичка с «Каролиной Харрикейнз». Он был возвращён в команду «Су-Сент-Мари Грейхаундз», чтобы продолжить своё развитие в сезоне 2013/14. В конце своего второго сезона с «Су-Сент-Мари Грейхаундз» Толчинский подписал пробный контракт с фарм-клубом «Харрикейнз» в АХЛ — «Шарлотт Чекерс», чтобы дебютировать на профессиональном уровне в одной игре до конца года.
В сезоне 2015/16, своём первом полноценном на профессиональном уровне, был вызван из фарм-клуба и дебютировал в НХЛ за «Каролину Харрикейнз» 31 марта 2016 года.
В последний сезон по контракту с «Харрикейнз» продолжал выступать за «Шарлотт Чекерс» в АХЛ в сезоне 2017/18. Появился на площадке в 43 матчах регулярного чемпионата и набрал 26 очков. 7 мая 2018 года, когда Толчинский не сыграл в плей-офф, «Чекерс» подтвердили, что он покинул команду по собственной просьбе и вернулся в Россию в качестве ограниченно свободного агента из «Харрикейнз».
21 июня 2018 года было объявлено, что Толчинский вернулся в ЦСКА, с которым сначала подписал пробный контракт, а перед сезоном заключил полноценное соглашение. После двух сезонов покинул команду, приняв в статусе ограниченно свободного агента предложение от омского «Авангарда», с которым 8 мая 2020 года подписал двухлетний контракт.
В сезоне 2020/21 стал обладателем Кубка Гагарина в составе «Авангарда». Толчинский наряду с Константином Окуловым стал лучшим бомбардиром в плей-офф, набрав 20 (6+14) очков в 24 матчах. 28 апреля в Балашихе Толчинский забросил единственную шайбу в последнем матче финальной серии с ЦСКА (1:0). Был признан самым ценным игроком плей-офф Кубка Гагарина 2021.
Весной 2022 года стал одним из героев мини-сериала «Я — хоккей», которая была посвящена нападающим. 1 мая 2022 года подписал новый однолетний контракт с «Авангардом».
23 мая 2023 года было объявлено о подписании Толчинским пятилетнего контракта с петербургским СКА. 7 июля 2025 года клуб расторг контракт, а 11 июля Толчинский перешёл в «Металлург» Магнитогорск.

## Статистика
| Легенда | Легенда                    | Легенда | Легенда                   | Легенда | Легенда    |
| ------- | -------------------------- | ------- | ------------------------- | ------- | ---------- |
| И       | Количество проведённых игр | Штр     | Штрафное время            | +/−     | Плюс-минус |
| Г       | Голы                       | П       | Голевые передачи          | О       | Очки       |
| -       | Статистика неизвестна      | —       | Статистика не учитывалась |         |            |

## Достижения

### Командные
| Год  | Команда  | Достижение                                  | Достижение |
| ---- | -------- | ------------------------------------------- | ---------- |
| 2021 | Авангард | Обладатель Кубка Гагарина / чемпион России  |            |
| 2019 | ЦСКА     | Обладатель Кубка Гагарина / чемпион России* |            |

Примечание: в плей-офф Кубка Гагарина 2019 Толчинский не играл.

### Личные
| Год  | Команда  | Достижение                                      | Достижение |
| ---- | -------- | ----------------------------------------------- | ---------- |
| 2021 | Авангард | Самый ценный игрок плей-офф Кубка Гагарина 2021 |            |
| 2021 | Авангард | Лучший бомбардир плей-офф Кубка Гагарина 2021*  |            |

Примечание: набрал 20 (6+14) очков в 24 матчах Кубка Гагарина 2021, столько же очков было у нападающего ЦСКА Константина Окулова, но за 23 игры.